# Bédouès
Bédouès (okzitanisch Bedoesc) war eine französische Gemeinde mit 281 Einwohnern (Stand 1. Januar 2017) im Département Lozère in der Region Okzitanien. Sie gehörte zum Arrondissement Florac.
Bédouès wurde mit Wirkung vom 1. Januar 2016 mit der Gemeinde Cocurès zur Commune nouvelle Bédouès-Cocurès zusammengeschlossen.

## Geografie
Bédouès liegt im Gévaudan im südlichen Zentralmassiv im Nationalpark Cevennen, im Tal des Oberlaufs des Tarn, 84 Kilometer nördlich von Montpellier, 21 Kilometer südöstlich von Mende und 15 Kilometer südwestlich des Bergs Lozère, zwischen Cocurès im Osten und Florac. Der Runes mündet auf dem ehemaligen Gemeindegebiet in den Tarn. Zur Gemeinde Bédouès gehörten die Weiler Saint-Julien-du-Gourg und Monteils.

## Geschichte
Bédouès wurde 1352 als Bedoescus urkundlich erwähnt und im 17. Jahrhundert Bedoese genannt. Papst Urban V. (1310–1370) ließ 1363 eine Stiftskirche in Bédouès über den Gräbern seiner Eltern erbauen. Die befestigte Kirche steht auf einem Fels am Tarn. Sie war von einer Mauer mit vier Türmen umgeben. Matthieu Merle (1548–1584), ein Hauptmann der Hugenotten, eroberte die Stiftskirche 1580 während der Hugenottenkriege. Seine Truppen plünderten und brandschatzten. Alle Kanoniker und die weltlichen Verteidiger wurden getötet. Um 1620 wurde die Stiftskirche wiederaufgebaut und bis zum Gnadenedikt von Alès im Jahr 1629 mit Soldaten geschützt. Die Befestigungsanlagen der Kirche wurden während der Französischen Revolution (1789–1799) erneut verwüstet und die Stiftskirche wurde Nationalgut. Sie wurde von einem Privatmann gekauft, der sie der Pfarrei von Bédouès für 300 Francs verkaufte. 1825 wurde wieder ein Pfarrer eingesetzt.

## Kultur und Sehenswürdigkeiten
- Die Burg Le Miral (Château du Miral) wurde gegen Ende des 13. Jahrhunderts erbaut. Aus dem Mittelalter sind der Donjon und ein anderes Gebäude der Burg, Wandmalereien, der Hof, ein Bauernhof, ein Wachhaus und Teile der Burgmauer erhalten geblieben. 1980 wurden Renovierungsarbeiten begonnen.[4] 1984 wurde die Burg in das Zusatzverzeichnis der Monuments historiques (‚historische Denkmale‘) eingetragen.
- Der Gutshof Issenges (Domaine rural d’Issenges) wurde in der ersten Hälfte des 17. Jahrhunderts erbaut. Er befindet sich im Privatbesitz und wurde 1992 in das Zusatzverzeichnis der Monuments historiques eingetragen.
- Drei Menhire, die La Can d’Issanges genannt werden, befinden sich ebenfalls in Privatbesitz und wurden 1941 in das Zusatzverzeichnis der Monuments historiques eingetragen.[5]
- Schloss Arigès

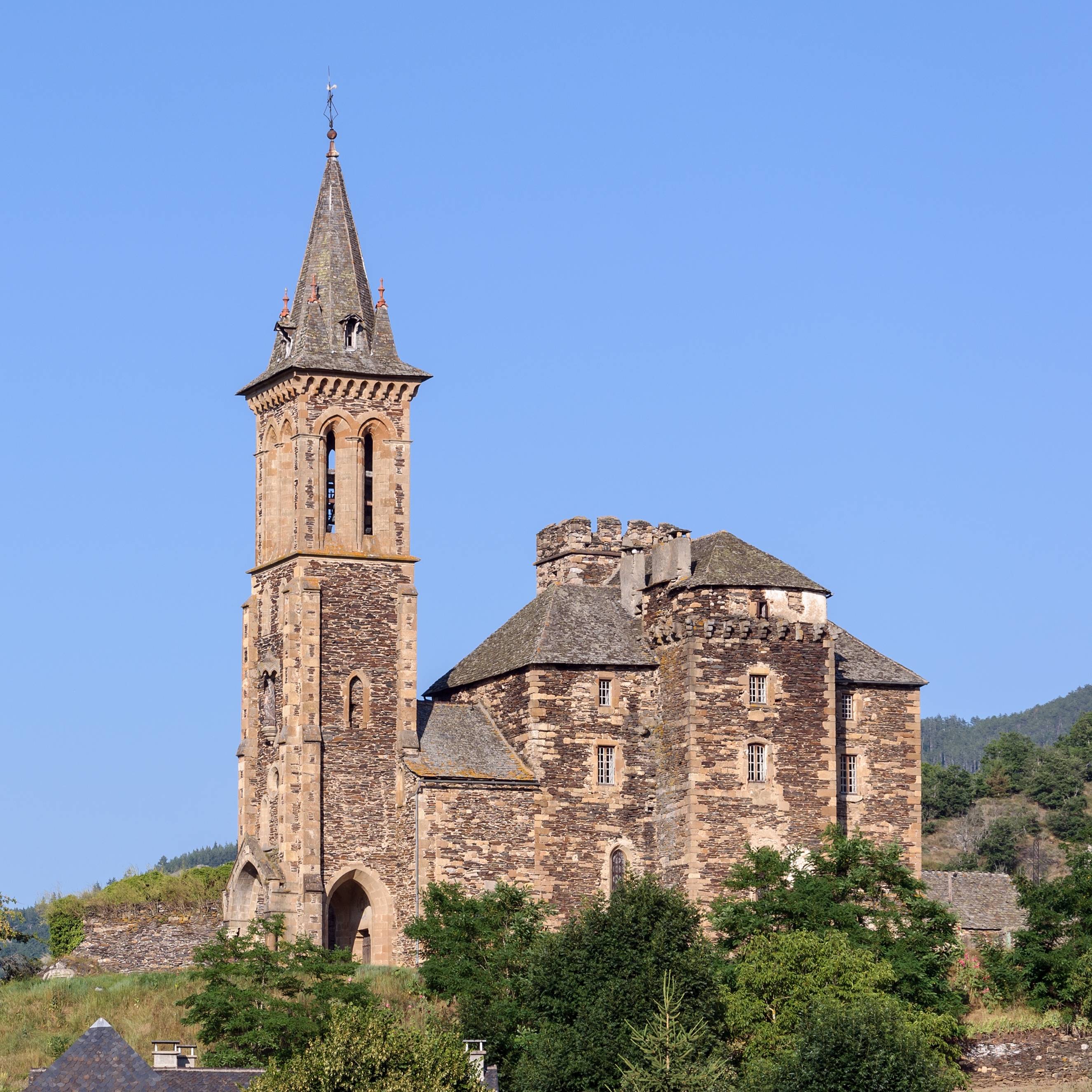
Stiftskirche
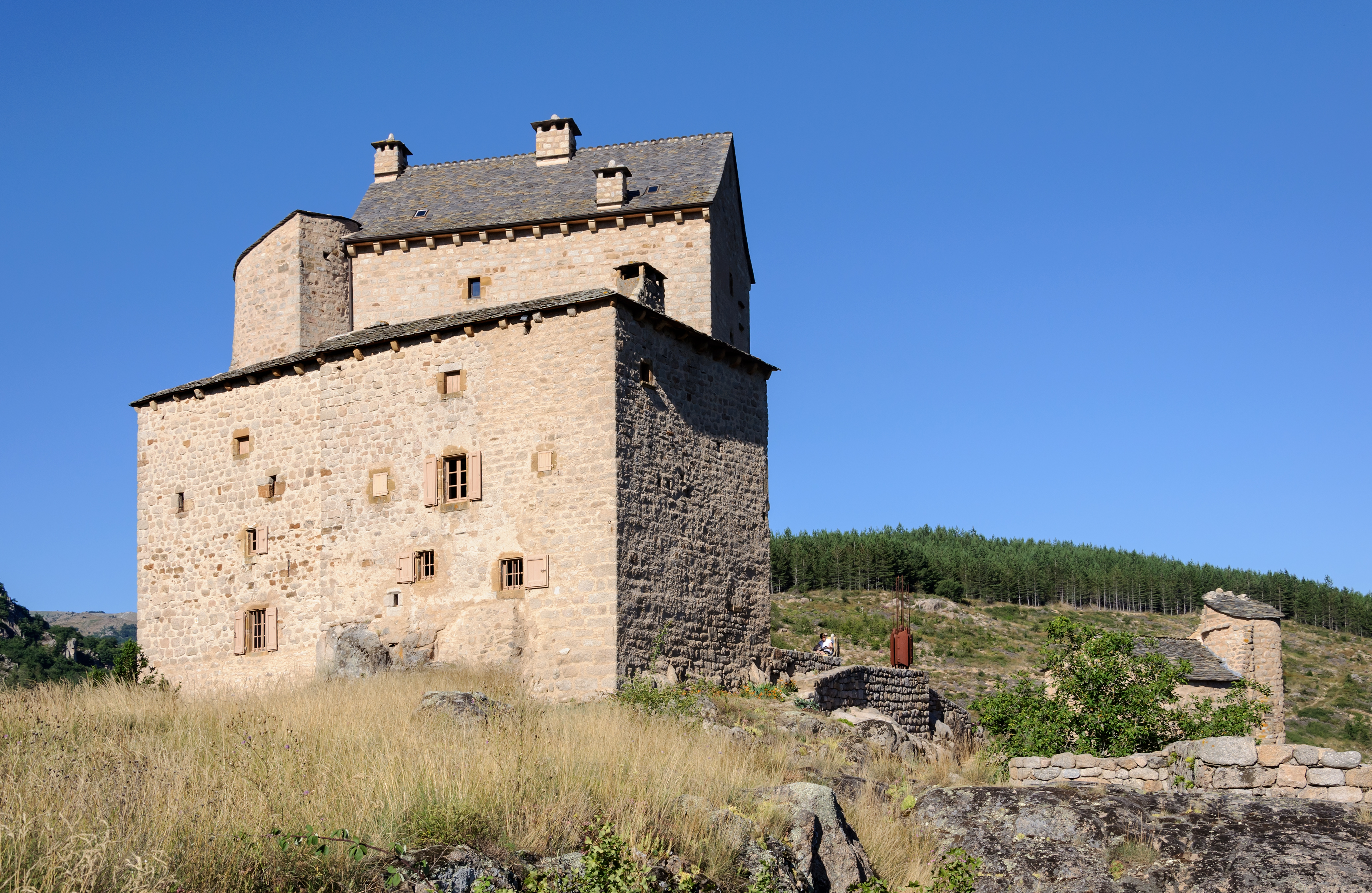
Burg Le Miral
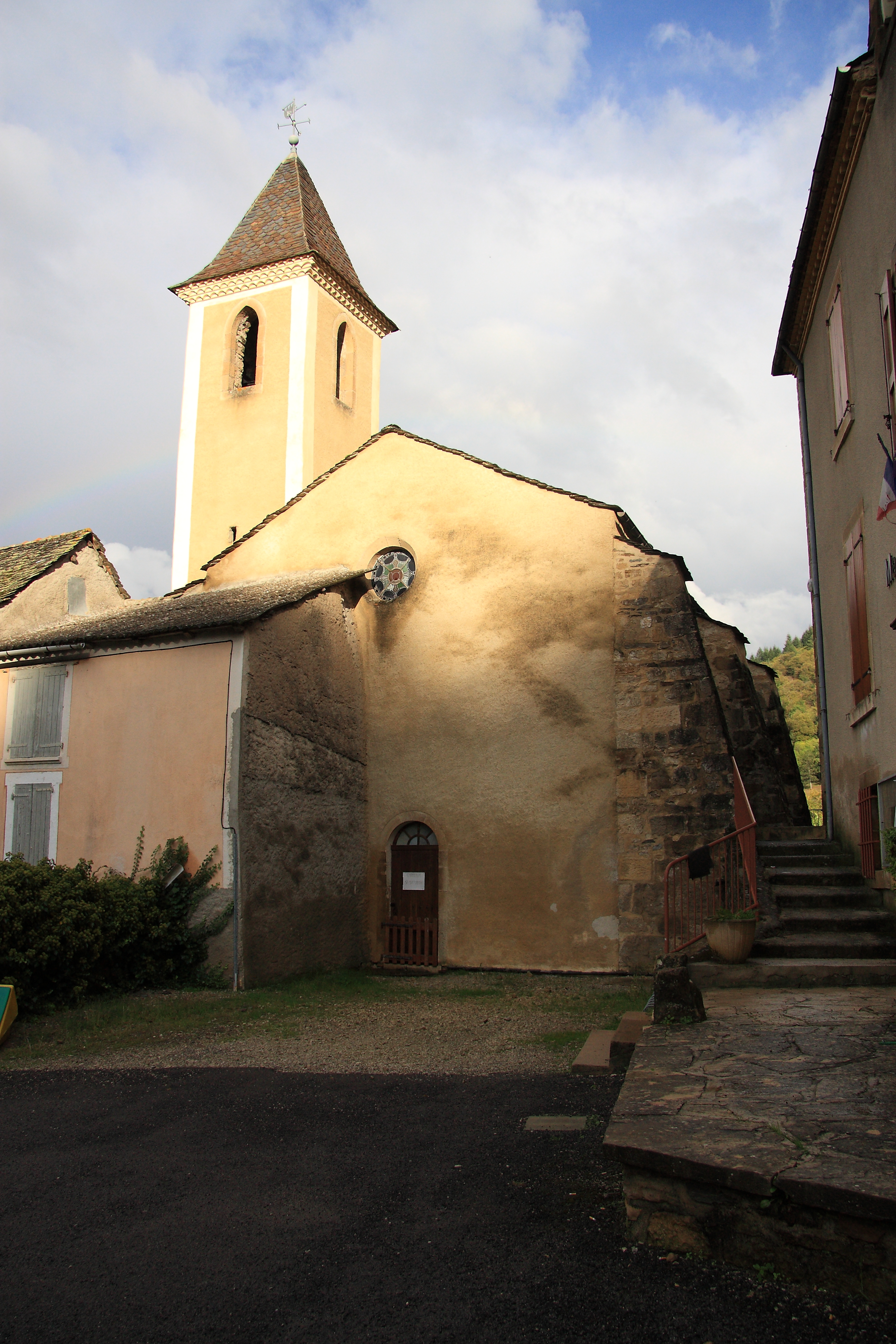
Kapelle Saint-Saturnin
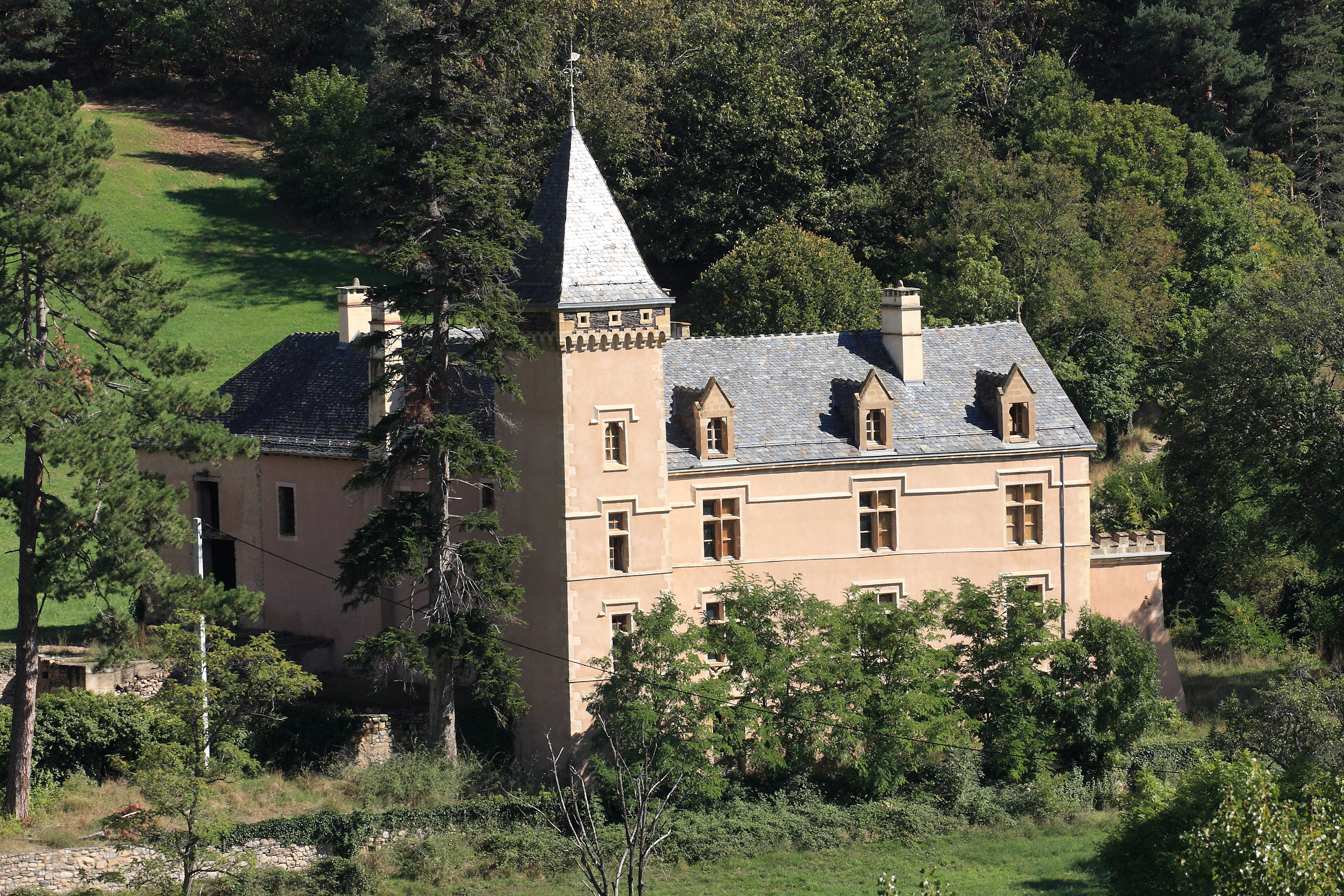
Schloss Arigès
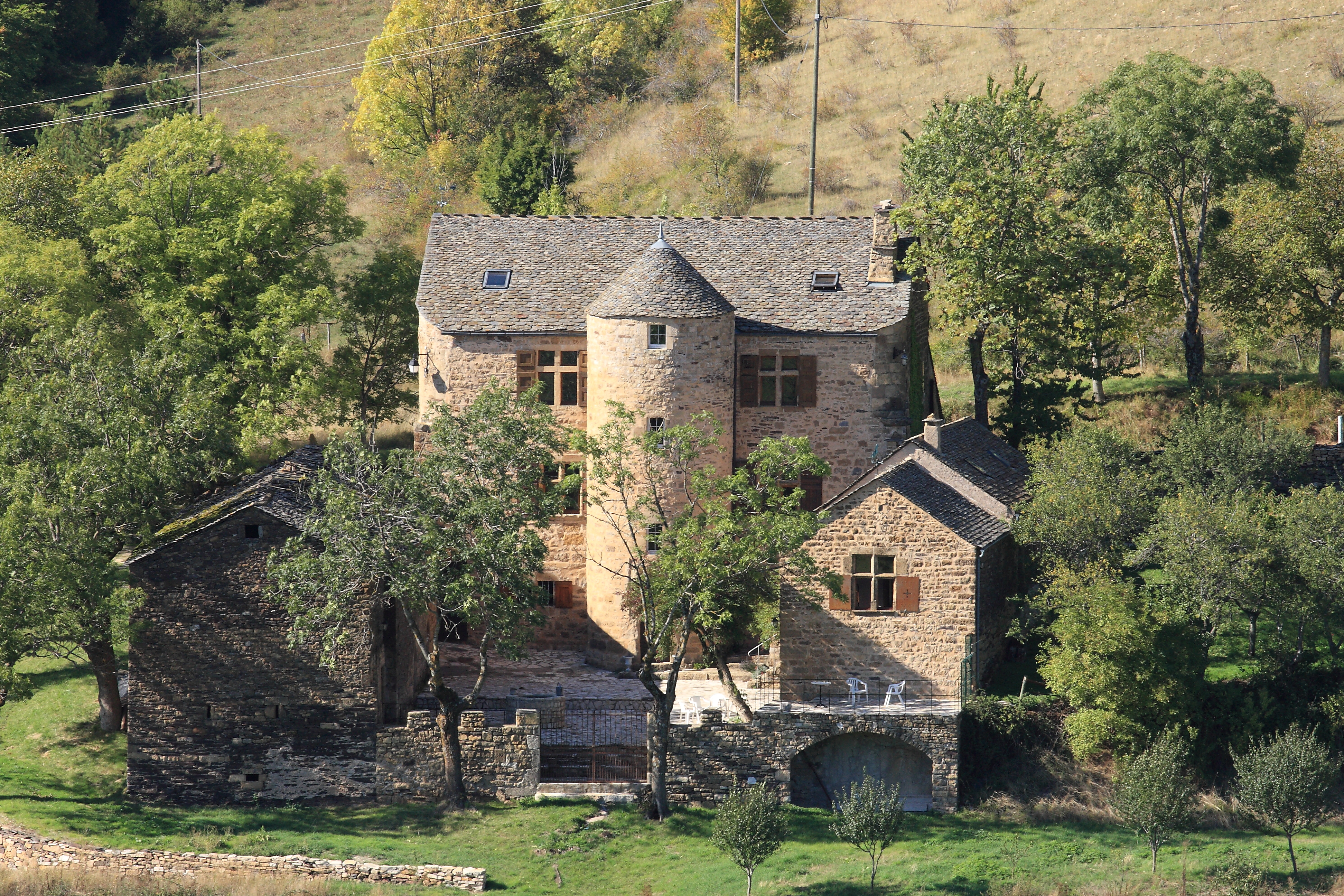
Gutshof Issenges
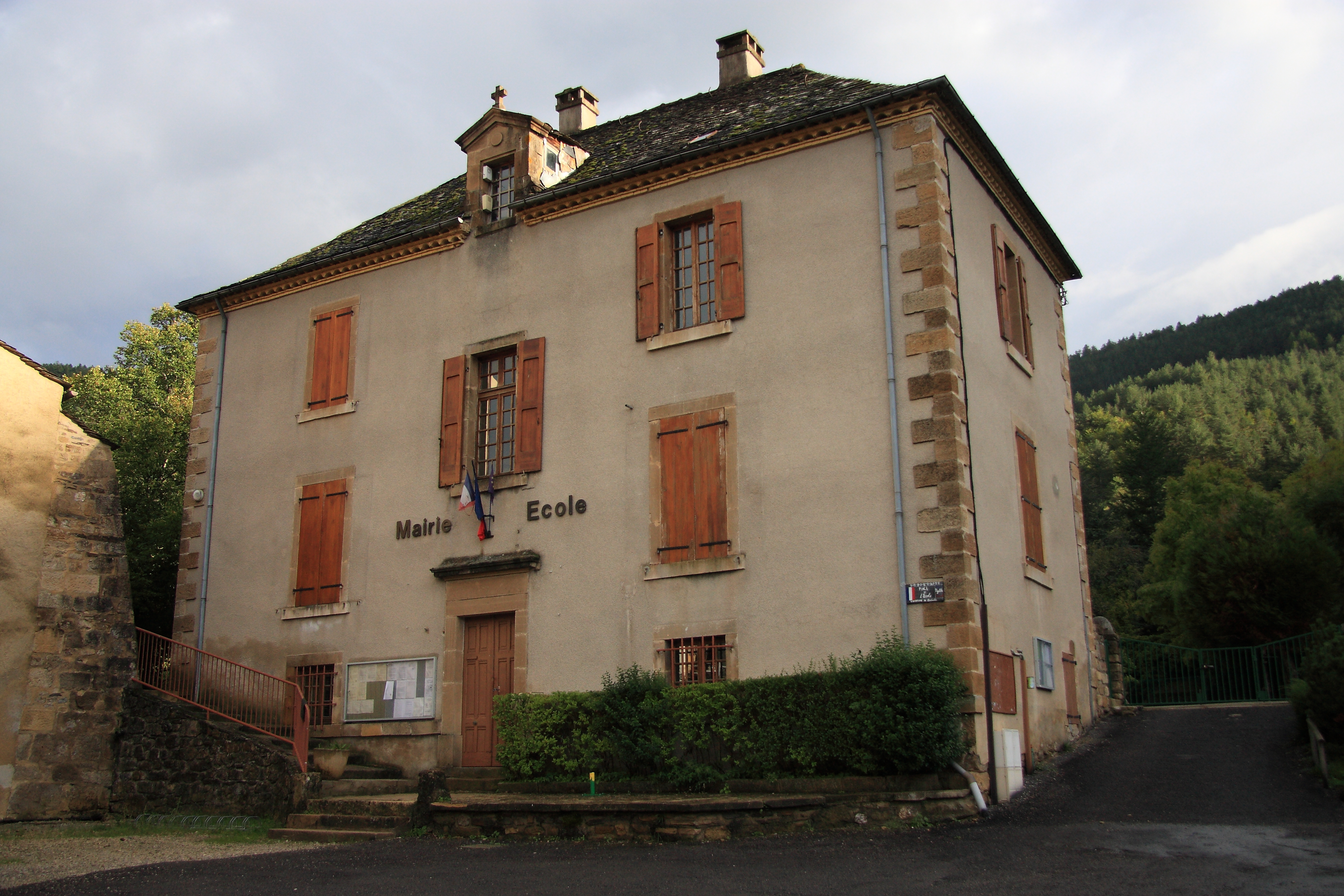
Ehemalige Mairie und Schule
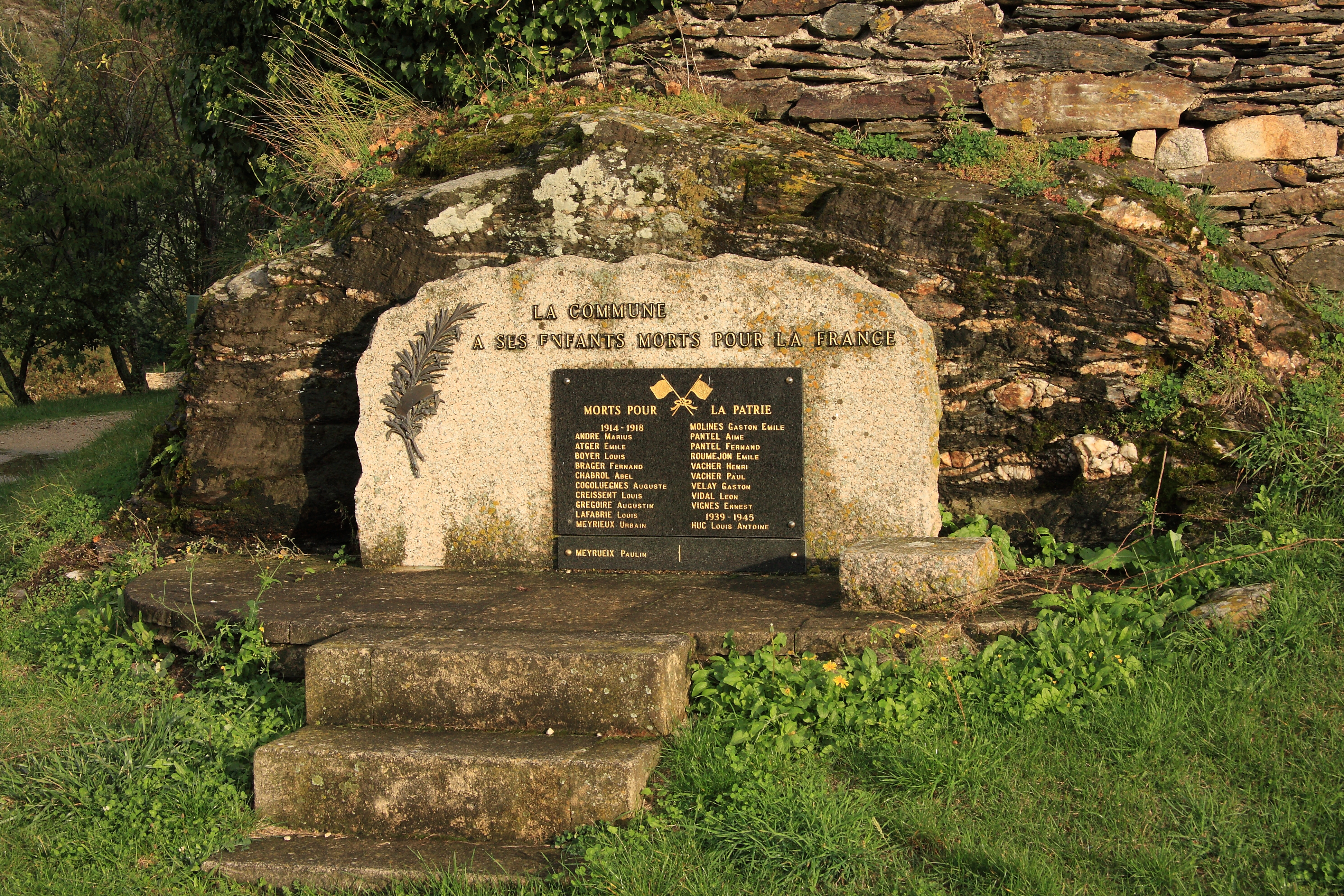
Gefallenendenkmal

## Wirtschaft
Die Mine de Ramponnenche wurde 1840 als Galenitmine gegründet. Zu Beginn des 20. Jahrhunderts wurde dort Zink gefördert. Ab 1932 wurde Sphalerit und Galenit für die Bergwerksgesellschaft Génolhac gefördert. Von 1953 bis 1961 wurde Baryt für die Bergwerksgesellschaft Ramponnenche, die ihren Sitz in Florac hat, gefördert und bearbeitet. Bei der Schließung im Januar 1961 beschäftigte das Werk 62 Arbeiter.